# 호서대학교
호서대학교(湖西大學校, Hoseo University)는 대한민국 서울특별시 서초구와 충청남도 천안시, 아산시, 당진시에 위치한 대한민국의 사립 종합대학이다.

## 연혁
1978년 12월 28일 충청남도 천안시 일대 학교법인 천원학원에 의하여 천원공업전문대학이 설립되었다. 이듬해 3월 9일 개교하였다. 1980년 12월 29일 단과대학으로 개편되며 호서대학으로 교명을 변경하였다. 1988년 10월 29일 종합대학으로 개편되며 호서대학교로 교명을 변경하였다. 1989년 2월 28일, 아산시 일대에 아산캠퍼스를 개교하였다. 2017년 3월 1일, 충청남도 당진시 일대에 산학융합캠퍼스를 개교하였다.

## 교육편제

### 아산캠퍼스
호서대학교 아산캠퍼스는 인문대학, AI융합대학, 생명보건대학, 공과대학, 예체능대학 등 5개 대학의 학부 과정 일부를 설치하고 하위로 6학부, 26학과, 13전공을 설치하고 학부 교육을 실시하고 있다.

### 천안캠퍼스
호서대학교 천안캠퍼스는 인문대학, 경영대학, 예체능대학, 미래융합대학 등 4개 대학의 학부 과정 일부를 설치하고 하위로 3학부, 14학과, 6전공을 설치하고 학부 교육을 실시하고 있다.

### 당진캠퍼스
호서대학교 당진캠퍼스는 AI융합대학, 공과대학 등 2개 대학의 학부 과정 일부를 설치하고 하위로 3학과를 설치하고 학부 교육을 실시하고 있다.

### 대학원
호서대학교의 대학원 과정은 10개 대학원이 설치되어 있으며, 일반 1개원, 전문 2개원, 특수 7개원으로 구성한다. 일반대학원의 경우 캠퍼스 별로 편제된 학과에 차이가 있으며, 석사 66개 학과, 박사 53개 학과를 설치하고 있다.
전문대학원으로 기술경영전문대학원과 연합신학전문대학원을 설치하고 있으며, 특수대학원으로 경영대학원, 교육대학원, 글로벌창업대학원, 문화복지상담대학원, 벤처대학원, 산학융합대학원, 스포츠과학대학원 등을 설치하고 있다.

## 캠퍼스 풍경

### 아산캠퍼스
- 강석규 교육관
- 학술정보관
- 제1공학관
- 제2공학관
- 자연과학관
- 조형과학관
- RIC관
- 예술관
- 산학협동관
- 보건과학관
- 산학협동 1,2호관
- 체육관
- 대학본부
- 학생회관
- 학술지원동
- 가공학 및 발효실험동
- 자동차공학전공 실습장
- 골프전공 실습장
- 산업안전동
- 학생창업보육센터
- 건축학부 실험동
- 교직원 회관
- 학생식당
- 안전성평가센터(GLP)
- 호서벤처벨리
- 학생벤처창업관
- 벤처창업기업관
- 벤처창조융합관
- 벤처산학협력관
- 교육문화관
- 운동장
- 테니스장
- 소프트볼장
- 생활관A~G동
- 행복기숙사

### 천안캠퍼스
- 종합정보관
- 벤처교육관
- 1호관
- 2호관
- 3호관
- 음악관
- 본관
- 학생회관
- 복지회관
- 복지교육관
- 대강당
- 체육관
- 부속유치원
- 부설어린이집
- 생활관A, B동
- 대학교회
- 교회부속동